# Ulica Nawrot w Łodzi
Ulica Nawrot w Łodzi – jedna z jednokierunkowych przecznic łódzkiej ulicy Piotrkowskiej, prowadząca na wschód. Nazwa ulicy wywodzi się z czasów, gdy powstawała Łódź przemysłowa. Drewna opałowego dostarczała przemysłowi puszcza łódzka (jej reliktem jest dziś Park 3 Maja). Droga wiodąca do puszczy zwana była początkowo Przechodem a następnie Przejazdem (obecnie ulica Tuwima), drogą powrotną ku miastu stał się równoległy do Przejazdu Nawrot. Obecnie obie te ulice są jednokierunkowe, jednak kierunek ruchu jest odwrotny do historycznego. Ulicą Tuwima jeździ się od Parku 3 Maja ku Śródmieściu, zaś Nawrot wyprowadza ruch z centrum miasta ku byłym peryferiom.
- Nazwa ulicy funkcjonuje od 1827 roku
- W czasach okupacji wojennej nazwę zmieniono na Horst Wessel Strasse
- W 1955 roku na krótko zyskała patrona Teodora Jelińskiego

Obecnie na ulicy między stare kamienice wpisano bloki TBS i apartamentowce.
Ulica jest na odcinku i w kierunku od ulicy Piotrkowskiej do ul. Wysokiej ulicą o ruchu jednokierunkowym.

## Ważniejsze obiekty
- Pod nr 27 Kościół Chrześcijan Baptystów – znany z organizacji wypoczynku dla dzieci z bliższej i dalszej okolicy.
- Kamienica pod nr 7, zrewitalizowana za pieniądze miasta i ze środków unijnych. Znajduje się na niej mural poświęcony ppłk. Janowi Kowalewskiemu.
- Kamienica Leona Rosseta (nr 8)
- Przedwojenna łaźnia, w okolicach Wodnego Rynku. Odrestaurowana jako apartamentowiec Rotondo na rogu ulicy Nawrot i Wodnej w 2010 roku.